# Certamen Internacional de Bandas de Música Ciudad de Valencia
El Certamen Internacional de Bandas de Música Ciudad de Valencia es una competición musical organizada cada año por el Ayuntamiento de Valencia (España). Su primera edición se celebró en 1886, y eso hace que se considere el concurso musical más antiguo en su clase.

## Introducción
Certamen Internacional de Bandas de Música Ciudad de Valencia es una concentración para la mayoría de orquestas que se celebra anualmente en la ciudad de Valencia. Es la más antigua de la competencia de su tipo. Cada año, hay aproximadamente 3500 músicos para compartir. La organización está en manos del Comité Organizador (Comité Organitzador), bajo la responsabilidad de la ciudad de Valencia. El concierto se celebrará en el Palacio de la Música y la Plaza de Toros. Aunque el Certamen es una parte de organización de la Feria de Julio (la fiesta del mes de julio) tiene la liga de su propia publicación.

## La historia y la participación internacional
En 1886, a iniciativa del entonces alcalde de Valencia, Manuel Sapiña Rico y de uno de sus tenientes de alcalde, José Soriano Plassent, se decidió organizar un concurso de bandas civiles. Este fue el comienzo de lo que es en la actualidad uno de los más importantes y más antiguas competiciones musicales a nivel mundial. El 11 de julio de ese año se informaba "Durante la próxima feria de Valencia habrá varias ferias en dicha capital, siendo una de las más notables un gran concurso musical en el que tomarán parte bandas de música y sociedades filarmónicas de varias provincias". El 31 de julio se publicó el palmarés de aquella primera edición, donde se declaraba ganadora a la banda "La Primitiva" de Carlet, que fue premiada con 1000 pesetas. El 28 de julio de 1892, El Correo Español daba cuenta de la celebración en Valencia de un certamen en el que tomaron parte seis “músicas” (bandas) militares. Una crónica posterior ofrecía un balance poco halagüeño: en lo que respecta a las bandas civiles, sólo la sección segunda contó con participantes; no hubo bandas representantes de corporaciones oficiales (municipales se entiende); no hubo competición entre las bandas militares, sólo un festival que sustituyó al concurso previsto y, aunque ese año se dio al certamen un carácter nacional, ninguna banda española se presentó a la competición, a excepción de las 10 formaciones valencianas. Obtuvo el primer premio el Centro Artístico de Torrente.
Esta y otras crónicas revelan la intención de los organizadores de abrir el Certamen no sólo a formaciones civiles valencianas, sino también españolas. Pero en los años iniciales, las intenciones se quedaban en eso. En 1897, a pesar de que se habían anunciado las bases del certamen y el importe de las subvenciones para las participantes que no fueran locales, el certamen se suprimió y fue sustituido por un festival en la plaza de Toros que contó con la actuación de la Banda Municipal de Barcelona y un cuerpo de baile.
En el palmarés de la edición siguiente sólo figuraron bandas valencianas.
En mayo de 1899 se admitía “el propósito de dar al festejo la importancia que merece, y al efecto trátase de convertirlo en Certamen nacional”. Y al mes siguiente se confirmaba “el Certamen será nacional y regional, pudiendo tomar parte en él las bandas militares y las civiles” y, a pesar de que se había establecido las bases, la dotación de los premios y el programa, la comisión organizadora del Certamen musical acordó proponer la supresión de dicho festejo por el escaso número de bandas inscritas.
En los años siguientes sólo participaron bandas nacionales. Por fin, en 1903 el alcalde José Montesinos remitía oficios a Milán, Turín y Venecia “interesándoles la asistencia de las bandas de música de sus respectivas municipalidades al concurso internacional de músicas”. Poco después se confirmó la participación de la Fanfarre de Valence y de la banda del segundo regimiento de ingenieros de Montpeiller y se decidió la organización de un Certamen de bandas civiles y militares de alcance internacional y otro certamen regional.
Entre 2000 y 2023 han competido casi 400 bandas en el CIB.CV. El 80 por ciento (309) eran españolas. De las internacionales, destacan las 17 bandas italianas y las 12 procedentes de Portugal. Sorprende que 8 de las bandas competidoras en este periodo procedan de Colombia y que en 2013 compitiera en tercera sección una formación tan exótica como los Philarmonic Winds de Singapur. 
En la categoría de honor sólo han competido una banda belga (Koninklijk Harmonieorkest Vooruit) y dos holandesas (Brabants Harmonie Orkest en 2005 y Koninklijk Bevers Harmonieorkest en 2008). En la sección primera han llegado a participar hasta cuatro bandas portuguesas. Las más entusiastas en esa sección han sido la Associação Recreativa e Musical Amigos de Branca, presente en las ediciones de 2011, 2018 y 2023 (ganó en 2018, por cierto) y la Banda de Música Amizade de Aveiro (tercer premio en 2006 además de haber participado en otras secciones en 2005 y 2010 ).
También son mayoría las bandas portuguesas entre las participantes internacionales en la sección segunda. Pero en esa sección han llegado a participar bandas de hasta 12 países. Las formaciones que han participado en la sección tercera procedían de hasta diez países diferentes y aquí dominan las bandas italianas, que han sido diez. Sólo los napolitanos de la Banda Musicale Città Di Procida ha repetido (en 2005 y 2011, sin premio).
Desde 1977 , el concurso está abierto a bandas de todos los continentes. El comité organizador tiene, a pesar de los cambios en el curso del tiempo, hecho probado el propio carácter y el origen de la liga.
Por lo tanto, no es un "Premio a la mejor orquesta Valenciana" y un premio para la mejor interpretación de una composición musical escrita por un compositor Valenciano y el inicio de todas las razas con la implementación de un pasodoble.
La admisión de bandas extranjeras es un importante estímulo para el aumento de la competencia a nivel internacional y con ello también ha contribuido a la globalización de la música. Pero también para la economía y la reputación de la Comunidad Valenciana, especialmente después de la época de Franco.

## La competición
En principio, cada una de las bandas participantes en el Certamen, a condición de que un cierto nivel musical se cumple. Después de la inscripción de la asociación, que también hizo una presentación, el comité organizador hizo una selección sobre la base de la oferta por sección. A continuación se selecciona el orquestas de la ciudad de Valencia, fueron invitados a participar en el Certamen.

## Las obras musicales y la composición de la comisión.
La participación en el Certamen implica una serie de obligaciones. Así debería de cada orquesta como un pasodoble para jugar. También, por la sección de un trabajo obligatorio prescrito. A menudo esta es una composición hecha en español/compositor Valenciano. También, cada orquesta tiene la libre elección de trabajo a desempeñar. En términos de la duración y el nivel de dificultad son las reglas aquí.

## Clasificación de los departamentos.
El formato en el que el departamento que el juego no es dependiente en el nivel, pero de número de músicos por la orquesta:
- Tercera división: 40 – 50 músicos
- En el segundo departamento: 51 – 80 músicos
- Sección primera: de 81 a 110 músicos
- Honorario del departamento: 111 – 150 músicos

### Lugares de las actuaciones
Las bandas que compiten en el tercero ("de la Sección Tercera") y el segundo ("Sección Segunda") del departamento de jugar en el Palacio de la Musica, y las bandas en la primera ("de la Sección Primera") y parte superior ("Sección de Honor") participan en la Plaza de Toros.

## Jurado
El Certamen tiene un jurado internacional.
En la propuesta de la federación de la música de las autoridades de la comunidad autónoma de la región de Valencia (Federación de Sociedades Musicales de la Comunidad Valenciana) hay una lista de 20 nombres elaborado de personas que, sobre la base de sus músicos y experiencia en el negocio de la música son elegibles para un lugar en el jurado. Eventualmente será por un notario, por un sorteo de 5 personas elegidas por el jurado formas. El jurado se compone de 2 miembros de la Comunidad Valenciana y 3 jueces internacionales. El jurado cada año re-compilado.

## Archivo de sonido
El Ayuntamiento de Valencia mantiene una fonoteca que contiene grabaciones sonoras del Certamen. Tanto las interpretaciones de las bandas participantes como las actuaciones de las bandas invitadas se pueden consultar por año de la edición, los nombres de la banda y del director, así como los títulos de las composiciones interpretadas y los nombres de sus compositores. Las grabaciones abarcan desde la edición de 1979 hasta la actualidad.